# Хенсон, Билл
Билл Хенсон (англ. Bill Henson; род. 1955) — австралийский фотохудожник.

## Биография
Выставляется с 1975 года. Помимо ведущих музеев и галерей Австралии, имел персональные выставки в Музее современного искусства (Дворец Лихтенштейн) в Вене (1989), Национальной библиотеке Франции (1990), Денверском художественном музее (США, 1990), Центре фотографии Саламанкского университета (Испания, 2003) и др. В 1995 году представлял Австралию на Венецианской биеннале.
Фотографии Хенсона часто посвящены теме отрочества и юности, изображают обнажённую или полуобнажённую натуру. Для Хенсона характерна интенсивная работа со светотенью.
Хенсон и его творчество попали в сферу широкого внимания общественности после того, как 22 мая 2008 года его очередная отчётная выставка в галерее «Roslyn Oxley9 Gallery» в Сиднее, с которой Хенсон сотрудничает с 1990 года, была закрыта полицией, а часть работ (20 из 41 экспонированной) была конфискована как порнографические. Действия полиции горячо поддержал премьер-министр Австралии Кевин Радд. Эксперты в области искусства и права расценили действия полиции и властей как попытку цензуры и отметили, что работы Хенсона преследуют чисто эстетические задачи, не имеющие с порнографией ничего общего.